# Kategoria e Parë 1949
Die Kategoria e Parë 1949 (sinngemäß: Erste Liga) war die zwölfte Austragung der albanischen Fußballmeisterschaft und wurde vom nationalen Fußballverband Federata Shqiptare e Futbollit ausgerichtet. Die Saison begann am 27. März und endete am 31. Juli 1949.

## Saisonverlauf
Die Liga umfasste im Vergleich zu 1948 statt vierzehn nur noch neun Teams. 1948 hatte der albanische Verband entschieden, die Meisterschaftstermine nach westlichem Vorbild jahresübergreifend von Frühling bis Herbst festzulegen, allerdings wurde die Entscheidung aufgrund von Druck der sowjetischen Seite zurückgenommen und die bereits im Herbst 1948 begonnene Serie nach sechs Spieltagen annulliert und im Frühjahr 1949 neu gestartet. Zum Neustart stießen 8 Nëntori Shijak und Apolonia Fier zu den ursprünglich acht Mannschaften der abgebrochenen Saison 1948/49. Kurzfristig nahm Vorjahresvizemeister KS Flamurtari Vlora nicht an der Meisterschaft teil. Titelverteidiger war FK Partizani Tirana.
Die Teilnehmer spielten im Gegensatz zu 1948 in nur einer Staffel, deren Teilnehmer zweimal gegeneinander antraten. Der Tabellenletzte stieg in die damals noch zweitklassige Kategoria e dytë ab.
Insgesamt fielen 262 Tore, was einem Schnitt von 3,6 Treffern pro Partie entspricht. Torschützenkönig wurde Loro Boriçi von Partizani Tirana mit zwölf Treffern.
Zum dritten Mal in Folge errang Partizani Tirana den albanischen Meistertitel. Nur sieben Gegentore musste der ungeschlagene Militärklub bei 61 eigenen Treffern hinnehmen. Vier Punkte zurück lag Vllaznia Shkodra. Schon zehn Punkte hinter Partizani kam KS Ylli i Kuq Durrës als Dritter ein. Punktgleich erreichten Rekordmeister 17 Nëntori Tirana und Besa Kavaja die Ränge vier und fünf. Dahinter lagen noch Dinamo Korça, Bashkimi Elbasan und Apolonia Fier. Mit drei Zählern Rückstand auf den rettenden achten Platz stieg 8 Nëntori Shijak in die Kategoria e dytë ab.

## Vereine
| Verein                | Logo                     | Stadt   |
| --------------------- | ------------------------ | ------- |
| KS Ylli i Kuq Durrës  | Logo Teuta Durrës        | Durrës  |
| Bashkimi Elbasan      | Logo KS Elbasani         | Elbasan |
| Dinamo Korça          | Logo Skënderbeu          | Korça   |
| KS Vllaznia Shkodra   | Logo FK Vllaznia Shkoder | Shkodra |
| KS 17. Nëntori Tirana | Logo SK Tirana           | Tirana  |
| KS Flamurtari Vlora   | Logo Flamurtari Vlora    | Vlora   |
| FK Partizani Tirana   | Logo FK Partizani Tirana | Tirana  |
| KS Besa Kavaja        | Logo KS Besa Kavajë      | Kavaja  |
| Apolonia Fier         | Logo Apolonia Fier       | Fier    |
| 8 Nëntori Shijak      | Logo Erzeni Shijak       | Shijak  |

## Abschlusstabelle
| Pl. | Verein                     | Sp. | S  | U | N  | Tore    | Quote | Punkte |
| --- | -------------------------- | --- | -- | - | -- | ------- | ----- | ------ |
| 1.  | FK Partizani Tirana (M, P) | 16  | 14 | 2 | 0  | 061:700 | 8,71  | 30:20  |
| 2.  | KS Vllaznia Shkodra        | 16  | 12 | 2 | 2  | 055:110 | 5,00  | 26:60  |
| 3.  | KS Ylli i Kuq Durrës       | 16  | 9  | 2 | 5  | 025:140 | 1,79  | 20:12  |
| 4.  | KS 17. Nëntori Tirana      | 16  | 7  | 2 | 7  | 025:190 | 1,32  | 16:16  |
| 5.  | KS Besa Kavaje             | 16  | 7  | 2 | 7  | 032:270 | 1,19  | 16:16  |
| 6.  | Dinamo Korça               | 16  | 4  | 4 | 8  | 017:480 | 0,35  | 12:20  |
| 7.  | Bashkimi Elbasan           | 16  | 4  | 1 | 11 | 017:410 | 0,41  | 09:23  |
| 8.  | Apolonia Fier              | 16  | 3  | 3 | 10 | 017:540 | 0,31  | 09:23  |
| 9.  | 8 Nëntori Shijak           | 16  | 1  | 4 | 11 | 013:480 | 0,27  | 06:26  |

| (M) | amtierender albanischer Meister     |
| (P) | amtierender albanischer Pokalsieger |
| (N) | Neuaufsteiger                       |

## Kreuztabelle
| 1949                  | FK Partizani Tirana | KS Vllaznia Shkodra | KS Ylli i Kuq Durrës | KS 17 Nëntori Tirana | KS Besa Kavaje | Dinamo Korça | Bashkimi Elbasan | KF Apolonia Fier | 8 Nëntori Shijak |
| FK Partizani Tirana   |                     | 3:1                 | 4:1                  | 3:1                  | 6:0            | 6:1          | 6:0              | 9:0              | 6:1              |
| KS Vllaznia Shkodra   | 1:2                 |                     | 2:1                  | 2:0                  | 3:0            | 6:0          | 5:0              | 9:0              | 7:1              |
| KS Ylli i Kuq Durrës  | 0:0                 | 0:0                 |                      | 1:0                  | 1:0            | 2:1          | 4:1              | 3:0              | 5:0              |
| KS 17. Nëntori Tirana | 0:1                 | 0:0                 | 3:0                  |                      | 2:1            | 5:1          | 2:0              | 2:1              | 4:0              |
| KS Besa Kavaje        | 1:1                 | 0:2                 | 1:0                  | 0:1                  |                | 5:0          | 4:1              | 4:2              | 6:1              |
| Dinamo Korça          | 0:3                 | 2:4                 | 2:1                  | 1:1                  | 2:1            |              | 2:1              | 0:0              | 2:2              |
| Bashkimi Elbasan      | 0:3                 | 1:3                 | 0:1                  | 3:2                  | 1:4            | 2:0          |                  | 4:3              | 2:0              |
| Apolonia Fier         | 0:6                 | 0:7                 | 0:1                  | 2:1                  | 3:3            | 2:3          | 1:0              |                  | 1:0              |
| 8 Nëntori Shijak      | 0:2                 | 1:3                 | 0:4                  | 3:1                  | 1:2            | 0:0          | 1:1              | 2:2              |                  |

## Die Mannschaft des Meisters Partizani Tirana
| 1.                       | Partizani Tirana |
| Logo FK Partizani Tirana | Alfred Bonati, Besim Fagu, Rexhep Lacej, Xhevdet Shaqiri, Shefki Keci, Hivzi Sakiqi, Sllave Llambi, Bajram Kurani, Sami Emiri, Aristidh Parapani, Alush Merhori, Loro Borici, Zihni Gjinali, Vasif Bicaku, Kosta Koca, A. Merja – Trainer: Sllave Llambi. |